# Finländska Mästerskapsserien i fotboll 1945
Finländska Mästerskapsserien i fotboll 1945 bestod av flera kvalificerande tävlingar innan mästerskapsfinalen.

## Grupp A
- TPS, Åbo      5   4   0   1   14 -   5    8
- Sudet, Helsingfors *     5   3   1   1    8 -   5    7
- VPS    5   3   0   2    6 -   5    6
- IF Drott, Jakobstad      5   2   1   2   11 -  14    5

- IFK Helsingfors          5   1   2   2   11 -   8    4
- VPV, Vasa                5   0   0   5    4 -  17    0

- Sudet från Viborg; flyttade till Helsingfors efter andra världskriget, då Viborg annekterats av Sovjetunionen.

TPS till mästerskapsfinal.

## Grupp B
- IFK Vasa                 5   4   0   1   14 -   4    8
- KPT 5   1   3   1   12 -   8    5
- HPS, Helsingfors         5   2   1   2    5 -   5    5
- Kronohagens IF, Hfrs     5   2   1   2    9 -  10    5

- HJK, Helsingfors         5   2   1   2   11 -  13    5
- Haka Valkeakoski             5   1   0   4    4 -  15    2

VIFK till mästerskapsfinal.

## Mästerskapsfinal
- VPS Vasa 2-0 HPS Helsingfors